# Cameron Reynolds
Cameron Blake Reynolds (ur. 7 lutego 1995 w Pearland) – amerykański koszykarz, występujący na pozycjach rzucającego obrońcy lub niskiego skrzydłowego, obecnie zawodnik Dolomiti Energia Trentino.
W 2018 reprezentował Sacramento Kings podczas letniej ligi NBA w Las Vegas i Sacramento.
Pochodzi z koszykarskiej rodziny. Jego ojciec Billy był liderem strzelców wszech czasów uczelni Northwestern State przez 40 lat (1977-2017). Starszy brat Justin grał w koszykówkę na uczelni Texas A&M-Corpus Christi, następnie profesjonalnie występował w Macedonii, Japonii, Chinach, Portugalii, reprezentował też Texas Legends w NBA G-League.
28 czerwca 2019 został zwolniony przez Minnesotę Timberwolves. 26 lipca podpisał umowę z Milwaukee Bucks na występu zarówno w NBA, jak i zespole G-League – Wisconsin Herd.
26 marca 2021 podpisał 10-dniową umowę z San Antonio Spurs. 14 maja zawarł identyczny kontrakt z Houston Rockets.
3 lipca 2021 dołączył do włoskiego Dolomiti Energia Trentino.

## Osiągnięcia
Stan na 4 czerwca 2021, na podstawie, o ile nie zaznaczono inaczej.
NCAA
- Zawodnik, który poczynił największy postęp konferencji American Athletic (2017)
- Laureat Leadership Award (2018)
- Zaliczony do I składu turnieju Jamaica Classic (2017)

Reprezentacja
- Wicemistrz amerykańskich kwalifikacji do mistrzostw świata (2017)